# Otto Dütsch
 Otto Johann Anton Dütsch   (* 25. Mai 1823 in Kopenhagen; † 23. April 1863 in Frankfurt am Main) war ein dänischer Komponist, Dirigent, Organist, Chorleiter, Korrepetitor und Pädagoge, der die meiste Zeit seiner kurzen Karriere in St. Petersburg arbeitete.

## Leben
Er war der Sohn von Joachim Dütsch, der im dänischen Finanzministerium, aber auch als Musiklehrer am Blindeninstitut arbeitete. Als Fünfjähriger wurde Otto Dütsch von Giuseppe Siboni am Kopenhagener Konservatorium unterrichtet. 1840 ging er nach Dessau, um dort drei Jahre lang unterrichtet zu werden. Danach reiste er nach St. Petersburg, wo er als Musiklehrer tätig war. 1852 wurde er Chorleiter und Organist am kaiserlichen Theater in St. Petersburg, wo er 1862 auch zum Professor für Musiktheorie ernannt wurde. Er starb 1863 auf einer Reise in Frankfurt am Main.
Das bekannteste seiner Werke ist die Oper Die Kroatin, die 1860 in St. Petersburg erfolgreich aufgeführt wurde; 1866 wurden Ausschnitte daraus auch in Kopenhagen bei der Musikgesellschaft Euterpe gespielt. Darüber hinaus schrieb er vor allem Lieder und Klaviermusik.
Sein Sohn Georg Dütsch (1857–1891) wirkte als Dirigent in Russland.

## Werke (Auswahl)
- Ouvertüre zu Der Militärbursche
- Die engen Schuhe (Operette)
- Die Kroatin (Oper in 4 Akten, Urauff. 1860 in St. Petersburg)
- Im Dorfe (Operette, Urauff. 1859 in St. Petersburg)
- Die Schlacht (Schauspielmusik)
- Dmitrij Donskoj (Schauspielmusik)